# Giannina Chiantoni
Giannina Chiantoni (24 de junio de 1881 – 17 de mayo de 1972) fue una actriz teatral y cinematográfica de nacionalidad italiana.

## Biografía
Nacida en Bernalda, Italia, pertenecía a una familia de artistas. Su padre, Gaetano Chiantoni, era actor, al igual que su hermano, Amedeo Chiantoni, y ella fue la tía de otro afamado intérprete, Renato Chiantoni. Comenzó su carrera en el teatro a los cinco años de edad en compañía de su padre en una pieza escrita especialmente para ella. En 1900 entró como enamorada en la Compagnia Della Guardia-Maggi, y dos años más tarde era primera actriz joven con Ermete Novelli, su verdadero maestro, hasta que fue admitida en la famosa formación artística Talli-Gramatica-Calabresi. En esta última se distinguió sobre todo con su actuación en La figlia di lorio, de Gabriele D'Annunzio, representada en el  Teatro Lírico de Milán en 1904. 
Casada con el actor Ernesto Sabbatini, del cual se divorció tras varios años en el extranjero, en 1905 entró en la compañía de Teresa Mariani, permaneciendo hasta 1909. Se trasladó poco después a la compañía teatral Severi-Calabresi, y durante tres años formó parte de la Calabresi-Sabbatini-Ferrero. Cuando se constituyó el segundo Stabile del Teatro Manzoni de Milán, la Chiantoni fue elegida, alternando con Irma Gramatica, como primera actriz, título que se confirmó en 1917 en el Stabile del Teatro Argentina de Roma. En 1918 pasó a la formación Sichel-Baghetti-Zucchini, y en 1919 fue primera actriz de la Compañía del Teatro Eclettico. 
Poco después se formó la Chiantoni-Masi-Dondini-Zucchini, que tuvo una vida breve, permitiéndole, sin embargo, actuar junto a Annibale Betrone. En 1923 entró en la Compagnia del Teatro Italiano Sperimentale dirigida por Vigilio Talli, y en 1925 colaboró con Febo Mari. Asociada en 1929 con Gualtiero Tumiati, en 1930 abandonó la escena tras una feliz experiencia con el espectáculo Za-Bum n° 5. 
En el cine estrenó en 1910 Re Lear, de Gerolamo Lo Savio, para la productora Film d’Arte italiana, rodando seguidamente La morte civile (1911) y Ritratto dell’Amata (1912), de Lo Savio. En 1914 trabajó junto a su marido en Amore senza fine, de la compañía Cines. De vuelta a la pantalla con la llegada del cine sonoro a inicios de la década de 1930, tuvo, como actriz de carácter, una trayectoria poco destacada con papeles de escasa relevancia. 
Giannina Chiantoni falleció en 1972, con noventa años de edad, en la residencia de ancianos Lyda Borelli de Bolonia, Italia.

## Filmografía parcial
- Il signore desidera?, de Gennaro Righelli (1933)
- Contessa di Parma, de Alessandro Blasetti (1937)
- Cronaca nera, de Giorgio Bianchi (1947)
- Tripoli, bel suol d'amore, de Ferruccio Cerio (1954)